# نيكيتا فتيوغوف
نيكيتا فتيوغوف (مواليد 4 فبراير 1987) هو لاعب شطرنج روسي حصل على لقب أستاذ كبير من قبل الاتحاد الدولي للشطرنج في 2007.مثل روسيا في أولمبياد الشطرنج ال43 وحصل على الميدالية البرونزية.

## روابط خارجية
- نيكيتا فتيوغوف على موقع الاتحاد الدولي للشطرنج (الإنجليزية)
- نيكيتا فتيوغوف على موقع مباريات الشطرنج (الإنجليزية)
- نيكيتا فتيوغوف على موقع 365Chess.com (الإنجليزية)
- نيكيتا فتيوغوف على موقع Chesstempo.com (الإنجليزية)
- نيكيتا فتيوغوف سجل أولمبياد الشطرنج على موقع OlimpBase.org (الإنجليزية)